# Andrés Martínez de León
Andrés Martínez de León (Coria del Río, 5 de abril de 1895-Madrid, 25 de mayo de 1978) fue un pintor e ilustrador español. 

## Biografía

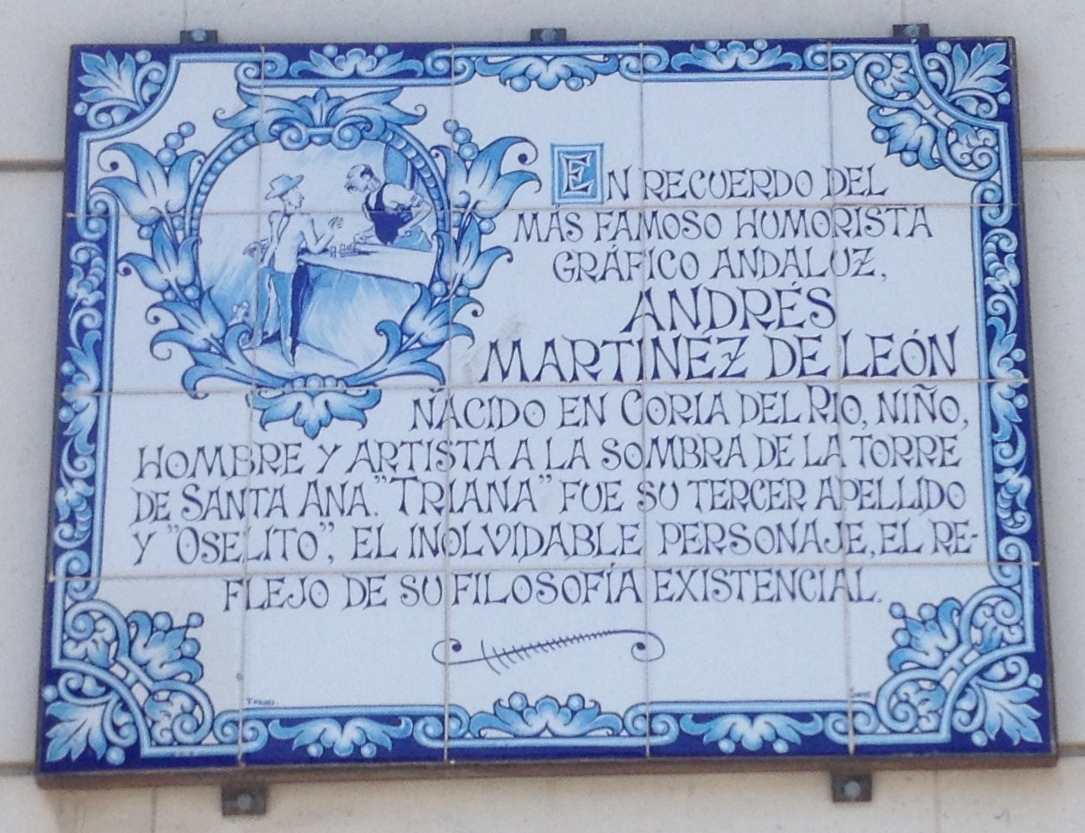
Placa en recuerdo de Andrés Martínez de León en Sevilla

De joven se matricula en la Escuela de Artes y Oficios de Sevilla. En los primeros años del siglo XX, trabaja como ilustrador ceramista en Triana. En 1915 publica su primera ilustración, en la revista Sevilla y sus fiestas de primavera, donde repetiría al año siguiente. 
A partir de 1918 comienza a colaborar en la prensa nacional y local. Es en El Noticiero Sevillano, donde publica por primera vez su popular viñeta del personaje satírico de Oselito.
El ilustrador, muy aficionado a los toros, crea Oselito como trasunto humorístico de Joselito El Gallo, fallecido por aquellas fechas. Lo representa con sombrero de ala ancha, pajarita, chaquetilla corta clara, pantalón negro, y con la mano izquierda generalmente en el bolsillo.
En la década de los veinte, publica en El Debate, Heraldo de Madrid, Semana Gráfica y Blanco y Negro. También siguió colaborando en todos los periódicos sevillanos de la época, La Unión, El Correo de Andalucía, y El Liberal de Sevilla. Desde 1922 trabaja permanentemente para el periódico madrileño El Sol, con una serie de viñetas diarias, ambientadas en escenas típicas sevillanas. En 1931 se traslada a Madrid, donde continúa colaborando en El Sol. A partir de 1933 se traslada a La Voz y a El Liberal de Madrid.
En 1935 viajó a Moscú para asistir, por encargo de La Voz, al XVIII aniversario de la Revolución rusa. Fruto del viaje fue "Oselito en Rusia", editado en 1936.
Al estallar la Guerra Civil, se alista en el ejército republicano donde realiza viñetas para los periódicos de trinchera, especialmente para La Voz y Frente Sur, Frente Extremeño donde su célebre personaje Oselito, se transforma en miliciano. A medida que la guerra avanza, la influencia de sus contactos con los intelectuales comunistas, tales como Pedro Garfias, Miguel Hernández y Alberti, radicalizan sus trabajos. Especialmente a partir de su traslado a Valencia donde trabaja regularmente en el periódico del partido, Frente Rojo. Tras finalizar la guerra, se traslada a Madrid, donde se le acusa de propagandista comunista. Fue condenado a la pena de muerte, conmutada en 1942 a prisión de treinta años y un día de prisión. En 1945 se le indulta y se traslada a vivir a Sevilla.
En los años cincuenta colabora regularmente en el periódico España de Tánger, y en la revista humorística Don José.
En 1958 como consecuencia del cincuentenario del Real Betis Balompié, ilustra un libro donde se narra la historia del equipo y cuyo personaje, Oselito, es el hilo conductor de todo el argumento. 
Murió en Madrid en 1978.